# Lorenz Larkin
Lorenz W. Larkin, född 3 september 1986 i Riverside, är en amerikansk MMA-utövare som tävlar i organisationen Bellator MMA. Larkin tävlade 2013–2016 i Ultimate Fighting Championship.